# Édouard Zeckendorf
Édouard Zeckendorf (Liège, 2 de maio de 1901 – Liège, 16 de maio de 1983) foi um médico belga, oficial do exército e matemático. Na matemática, ele é mais conhecido por seu trabalho com os números de Fibonacci e, em particular, por provar o teorema de Zeckendorf.

## Biografia
Zeckendorf nasceu em Liège em 1901. Ele estudou medicina na Universidade de Liège. Em 1925, ele obteve seu doutorado e ingressou no corpo médico do exército belga. De 1930 a 1940, Zeckendorf dirigiu o hospital militar Saint Laurent em Liège. Quando o exército belga se rendeu em 28 de maio de 1940, Zeckendorf foi feito prisioneiro e internado em campos de oficiais até 1945.
Em 1949–1950, Zeckendorf chefiou a missão belga junto à Comissão das Nações Unidas para a Índia e o Paquistão, responsável por inspecionar a linha do armistício.
Zeckendorf aposentou-se do exército em 1957 como coronel. Até sua morte em 1983, ele participou regularmente das reuniões mensais da Sociedade Real de Ciências de Liège, da qual era membro associado desde junho de 1957.